# Näskedja

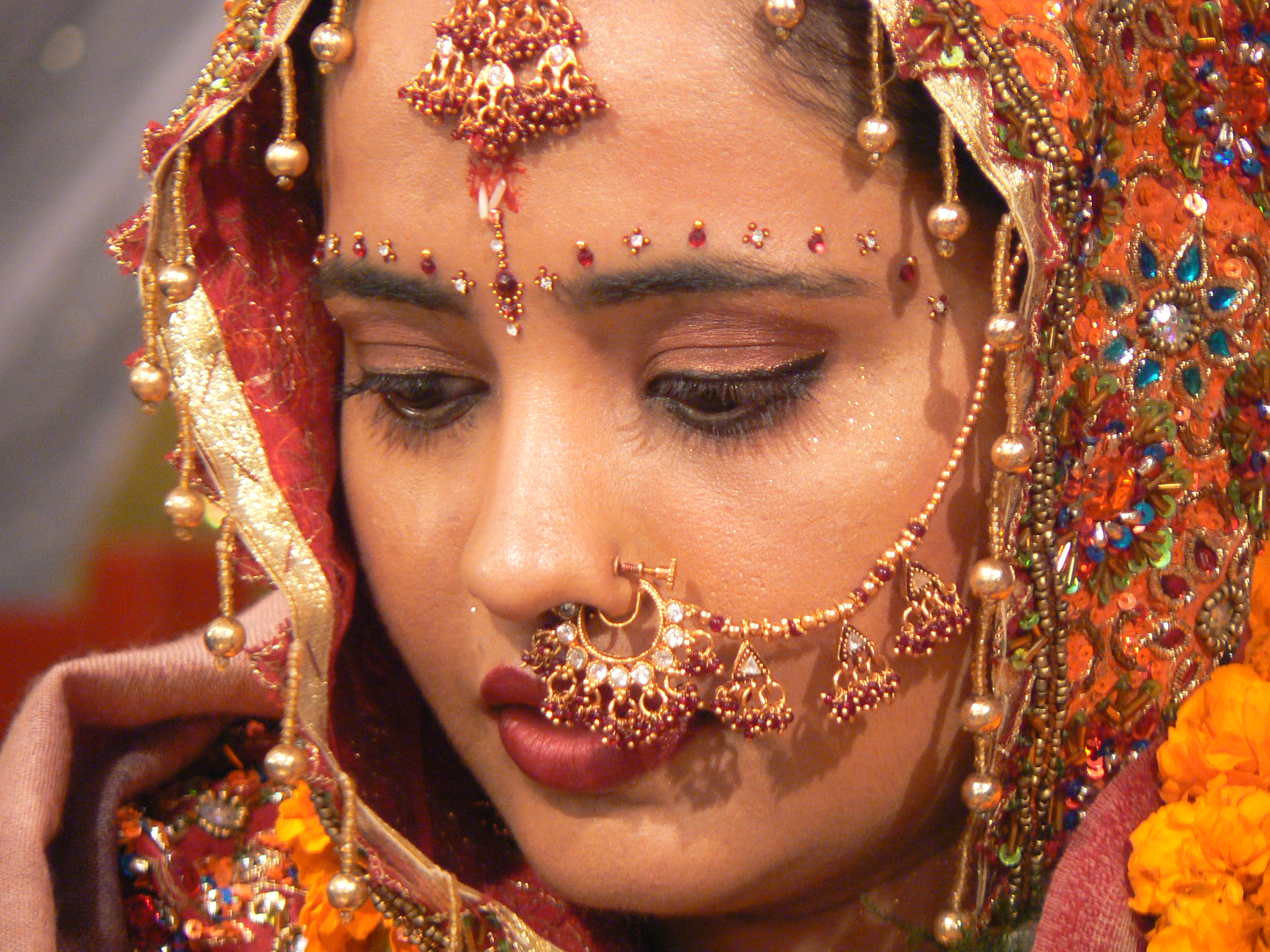
Indisk brud med näskedja.

Näskedja är en sorts ansiktsbesmyckning som uppkom för århundraden sedan som en del av kvinnligt mode i Indien. Idag har det återuppstått som en del av gotiskt mode, och används idag i flera subkulturer runt om i världen, däribland darkwave.
Smycket är en länk mellan en näspiercing och ett örhänge. Kedjorna är ofta gjorda av någon slags metall, men varianter såsom radband förekommer. Kedjorna har burits av indiska kvinnor i århundraden, sedan stormoguler tog dem till Indien från mellanöstern under 1500-talet. De är väldigt vanliga under bröllopsceremonier. Under bröllopsnatten bär bruden näskedjan fastsatt i antingen ett örhänge eller håret. Brudgummen tar bort näskedjan, vilket symboliserar att brudens oskuld har tagits.
I västvärlden är näskedjan vanligast förekommande inom den gotiska subkulturen och har blivit en estetisk tillhörighet till anhängare av sådan musik. Den har även vunnit viss mark inom andra kulturer, såsom punkkulturen och kroppsbesmyckningssubkulturer. Näskedjan är även i västvärlden mycket vanligare bland kvinnor än bland män.